# 職業大賊
《職業大賊》是1998年上映的一部香港警匪电影，由唐偉成担任导演。此片大量劇情和1995年上映的盜火線差不多。評價也不是太好，縱使有大量著名演員參演，票房也是不如理想。

## 剧情
薛偉倫、梁丙、喪標和查理搶劫了一輛解款車，並把那些押運員槍殺。警方決定派上年輕警官江幫辦負責偵破此案。后來，他們先找喪標，但他在內地，要在一個十幾億人口的內地去找一個人，根本就是大海撈針。
深州市警察局局長派了一個「撈針專家」叫王隊長，負責協助江幫辦，但兩人的關係越來越壞。其後，喪標在和平飯店被追捕，逃走時跳下樓並搶下車就不知所終了，到底之后薛偉倫、梁丙及查理會被繩之於法嗎？

## 演員表
| 演員   | 角色   | 粵語配音 | 備註 |
| 徐少強 | 查理   |          | 劫案首領 薛偉倫、梁丙、喪標之好友兼夥伴 江幫辦天敵 莉莉之男友 最終被江幫辦槍殺                                       |
| 古天樂 | 江幫辦 | 羅偉傑   | 警官 薛偉倫、梁丙、喪標及查理之天敵 和王隊長不和，后和好 最終槍殺查理                                                |
| 雷宇揚 | 薛偉倫 | 黃志明   | 綽號：爛命倫 劫案賊人 查理、梁丙、喪標之好友兼夥伴 江幫辦天敵 最終因走頭無路而在洗手間裏吞槍自殺                     |
| 徐錦江 | 梁丙   | 張炳強   | 劫案賊人 查理、薛偉倫、喪標之好友兼夥伴 江幫辦天敵 最后在脅持一個女人時被江幫辦用狙擊槍射殺                          |
| 吳毅將 | 喪標   | 羅偉亮   | 劫案賊人 查理、薛偉倫、梁丙之好友兼夥伴，后被查理反目 江幫辦天敵 間接令查理、薛偉倫、梁丙被追捕 最后被記仇的查理槍殺 |
| 蔡少芬 | 莉莉   | 何錦華   | 查理之女友 最后目睹徐查理被江幫辦槍殺                                                                                |
| 丁軍   | 王隊長 | 陳永信   | 綽號：撈針專家 和江幫辦不和，后和好 最后被查理槍傷                                                                   |
| 黃𨥈瑩 |        | 陸惠玲   | 薛偉倫之妻 |